# Мірко Людеманн
Мірко Людеманн (нім. Mirko Lüdemann; народився 15 грудня 1973 у м. Вайсвассер, НДР) — німецький хокеїст, захисник.   
Виступав за «Кельнер Гайє».
У складі національної збірної Німеччини провів 132 матчі (13 голів); учасник зимових Олімпійських ігор 1994, 1998 і 2002, учасник чемпіонатів світу 1994, 1995, 1996, 1997, 1999 (група B), 2001, 2003 і 2004, учасник Кубка світу 1996 і 2004. У складі молодіжної збірної Німеччини учасник чемпіонатів світу 1992 і 1993. У складі юніорської збірної Німеччини учасник чемпіонату Європи 1991.
Чемпіон Німеччини (1995, 2002). Володар Кубка Шпенглера (1999).